# Ольхова, Анисия Владимировна
Анисия Владимировна Ольхова (28 ноября 1991, Москва, Россия) — российская спортсменка, выступающая в синхронном плавании, 5-кратная чемпионка мира, 3-кратная чемпионка Европы, Заслуженный мастер спорта России.

## Карьера
Родилась и живет в Москве.
Выступает за Московское городское физкультурное объединение Москомспорта («МГФСО»). Первый тренер - А.Ф. Ольхова.
В 2010 году вошла в состав национальной команды РФ по синхронному плаванию.  Чемпионка мира (2011, 2013), Чемпионка Европы (2010, 2014).

## Награды и звания
- Заслуженный мастер спорта России (2011)
- Мастер спорта России международного класса